# 테레사 간젤

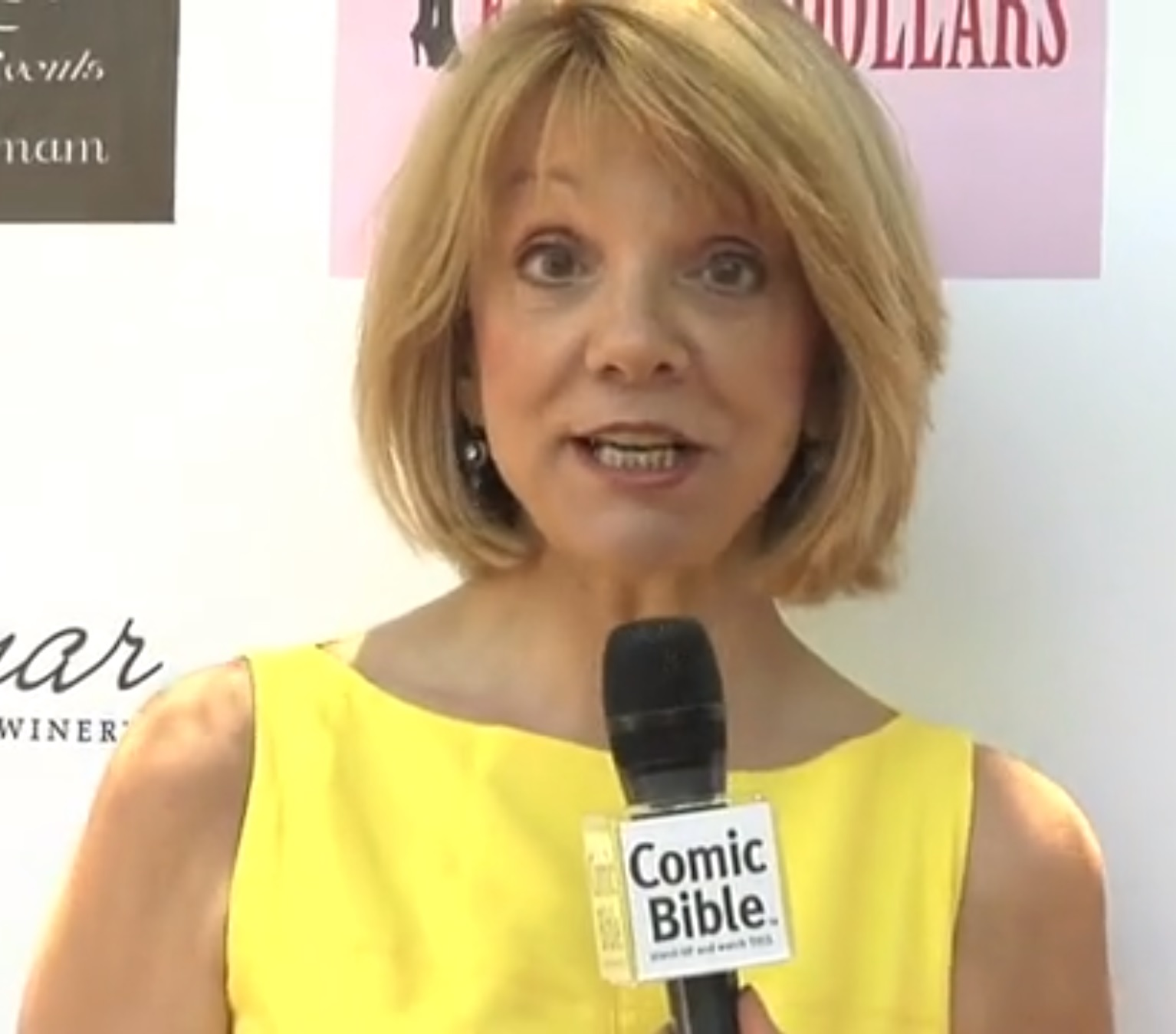

테리사 갠젤(Teresa Ganzel, 1957년 3월 23일 ~ )은 미국의 배우, 성우이다.
털리도에서 태어났다.

## 출연 작품
- 인사이드 아웃 (2015년)
- 익스펙팅 메리 (2010년)
- 호튼 (2008년)
- 아메리칸 호스트 (2007, Cougar Club)
- 서핑 업 (2007년)
- 클리포즈 리얼리 빅 무비 (2004년)
- 빌보드 대드 (1998년)
- 쇼킹 묵시록 (1995년)
- 현대판 왕자와 거지 (1994, Summertime Switch)
- 트랜실바니아 (1985, Transylvania 6-5000)
- 덕 패밀리 (1984년)
- 아름다운 날들 (1982년)
- 토이 (1982년)

### 텔레비전
- 프레스노 (1986, Fresno)